# هاي رولير
الإسطوانة العالية أو هاي رولير (بالإنجليزية: High Roller)‏، هو دولاب هوائي بلغ طوله 167.6 متر (550 قدم)، وبلغ قطرها 158.5 متر (520 قدم)، تقع في لوس أنجلوس في الولايات المتحدة. تم افتتاحها في 31 مارس 2014 وتُعتبر أطول دولاب هوائي مُنذ افتتاحها وحتى اليوم.

## معرض الصور

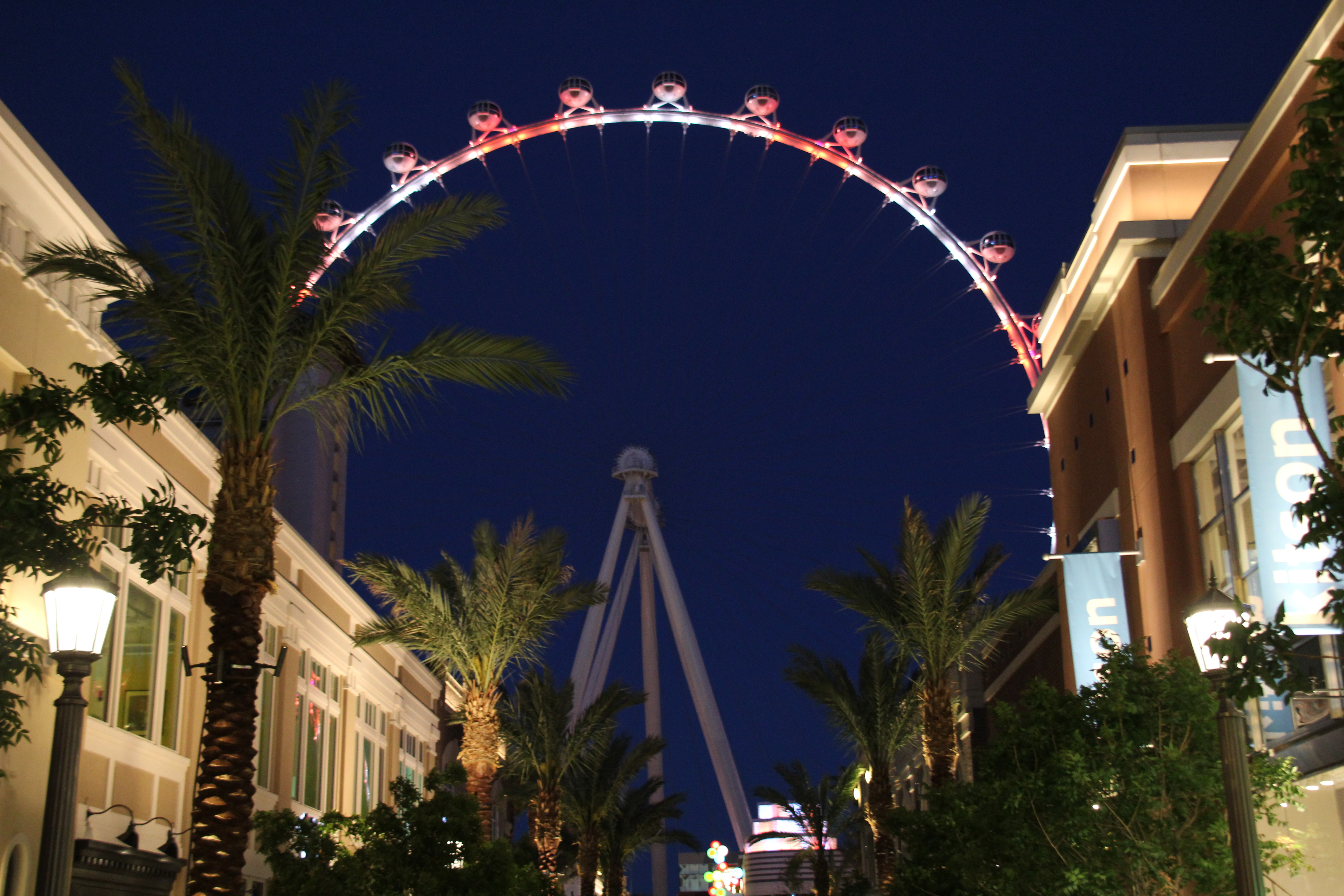
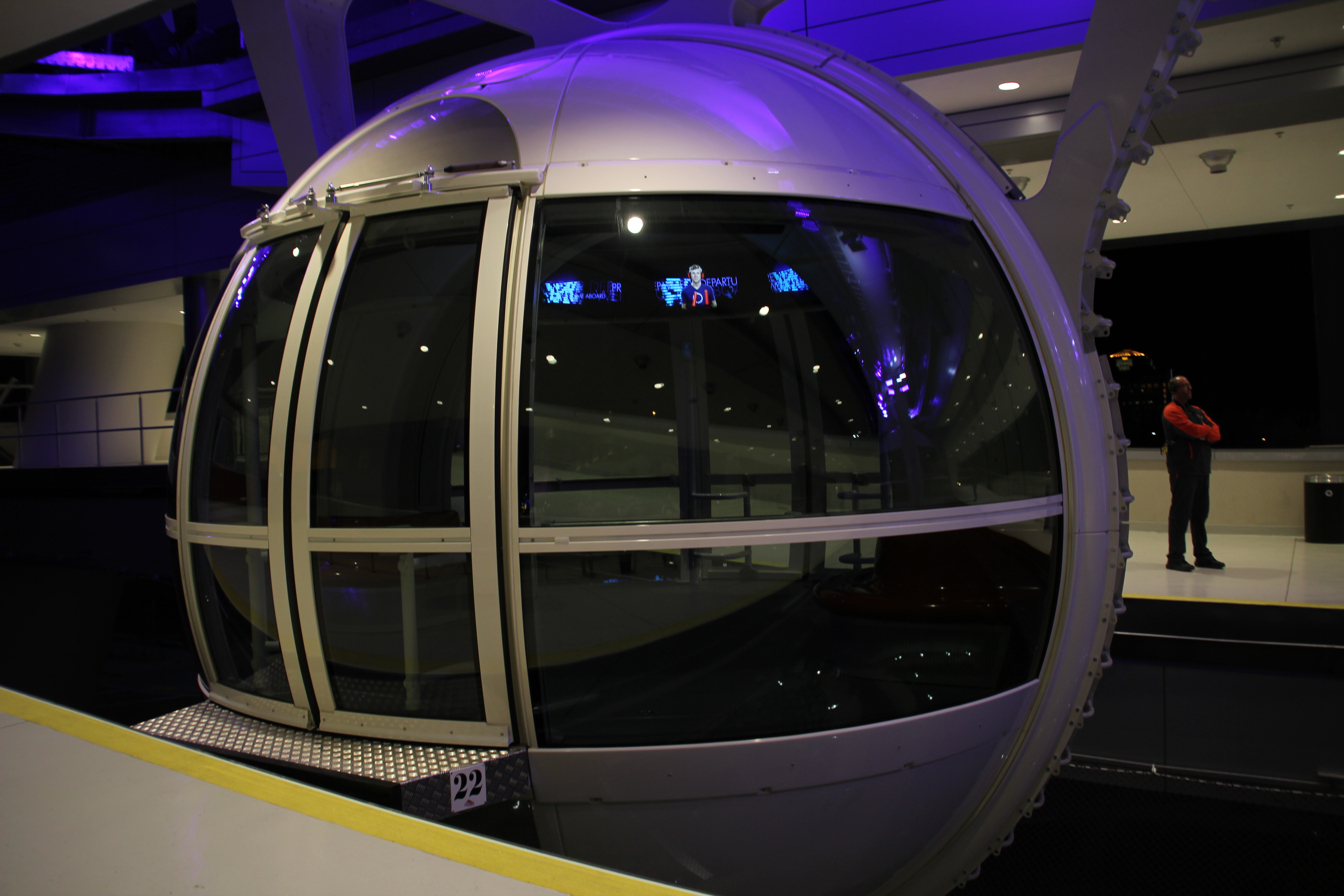
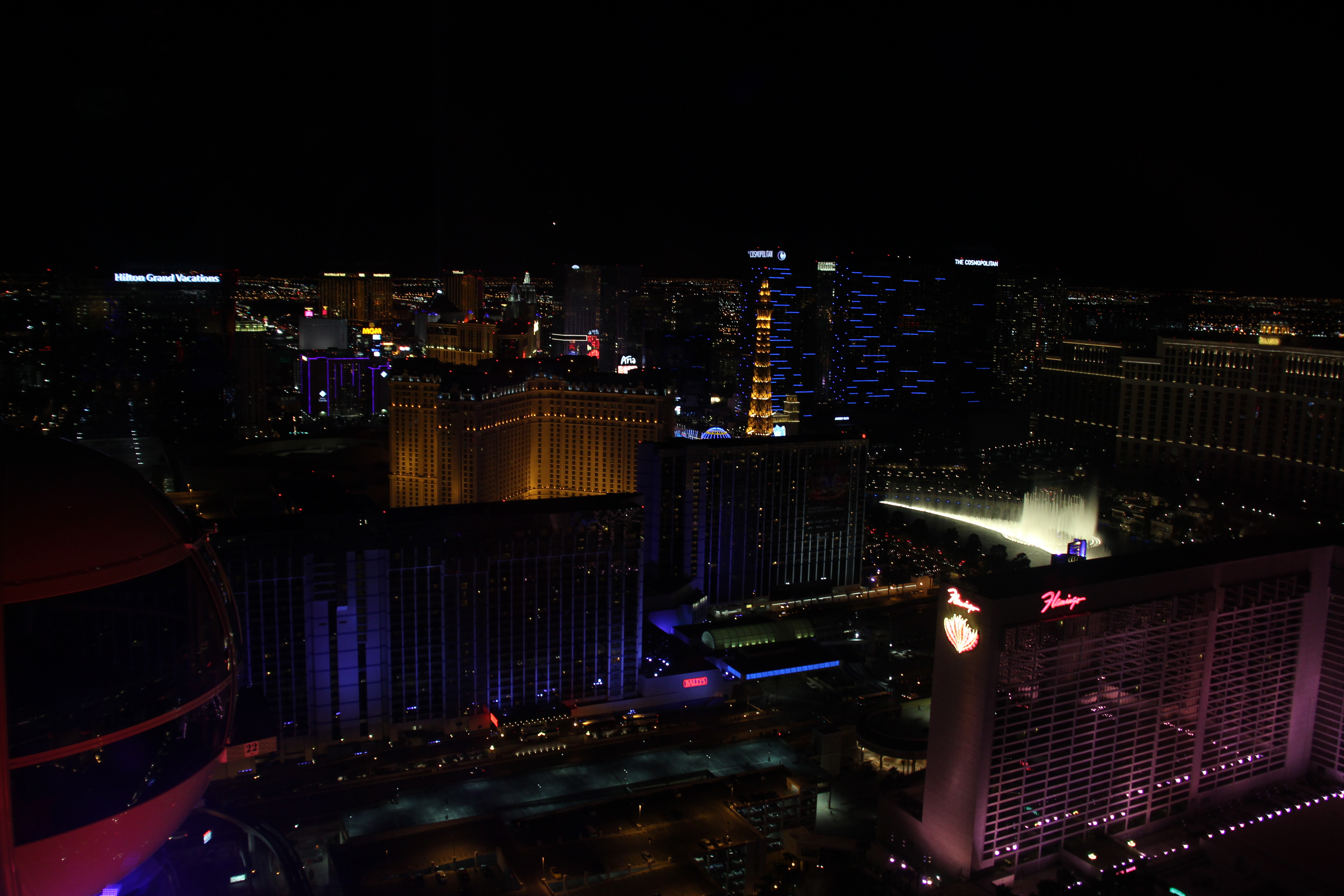
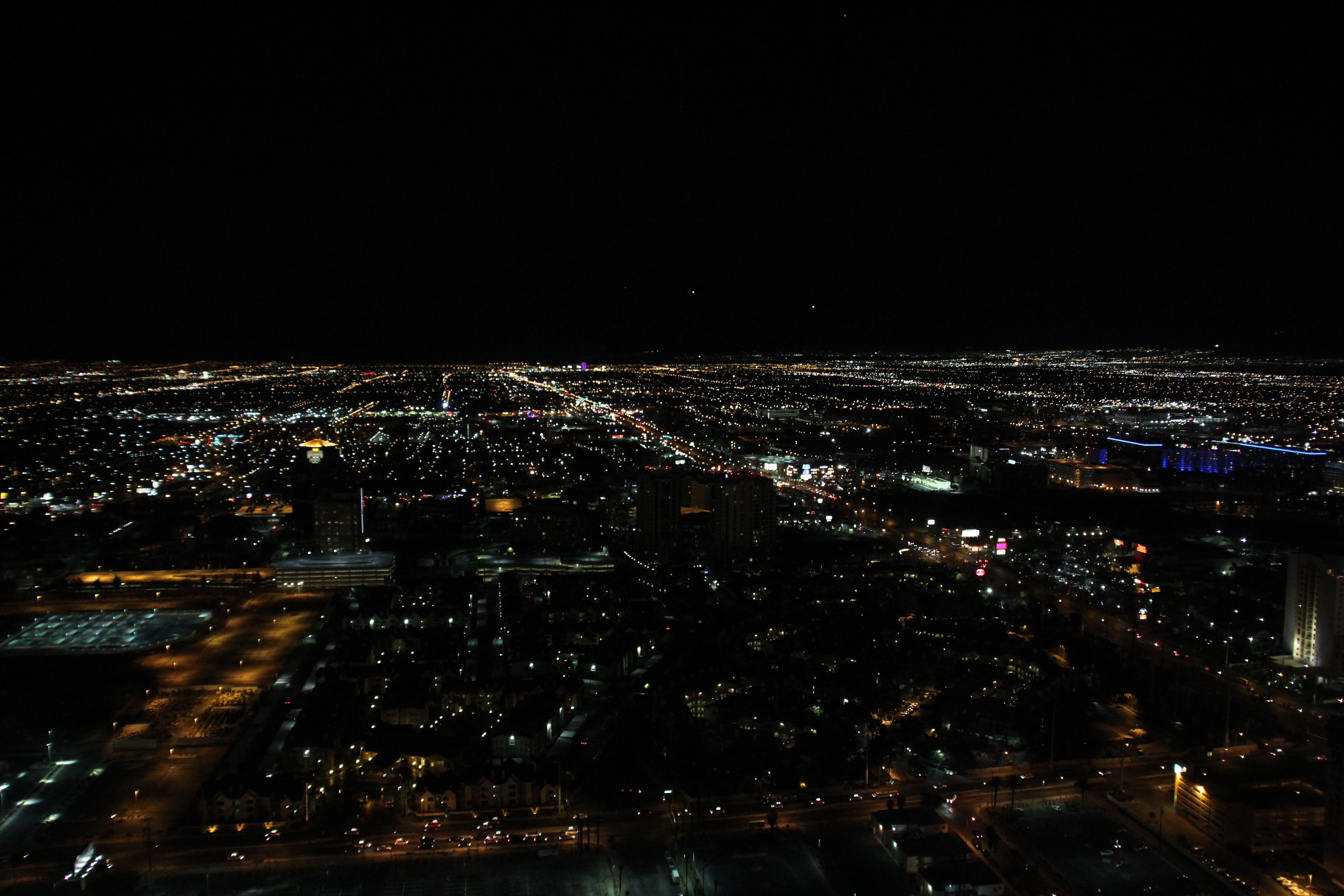
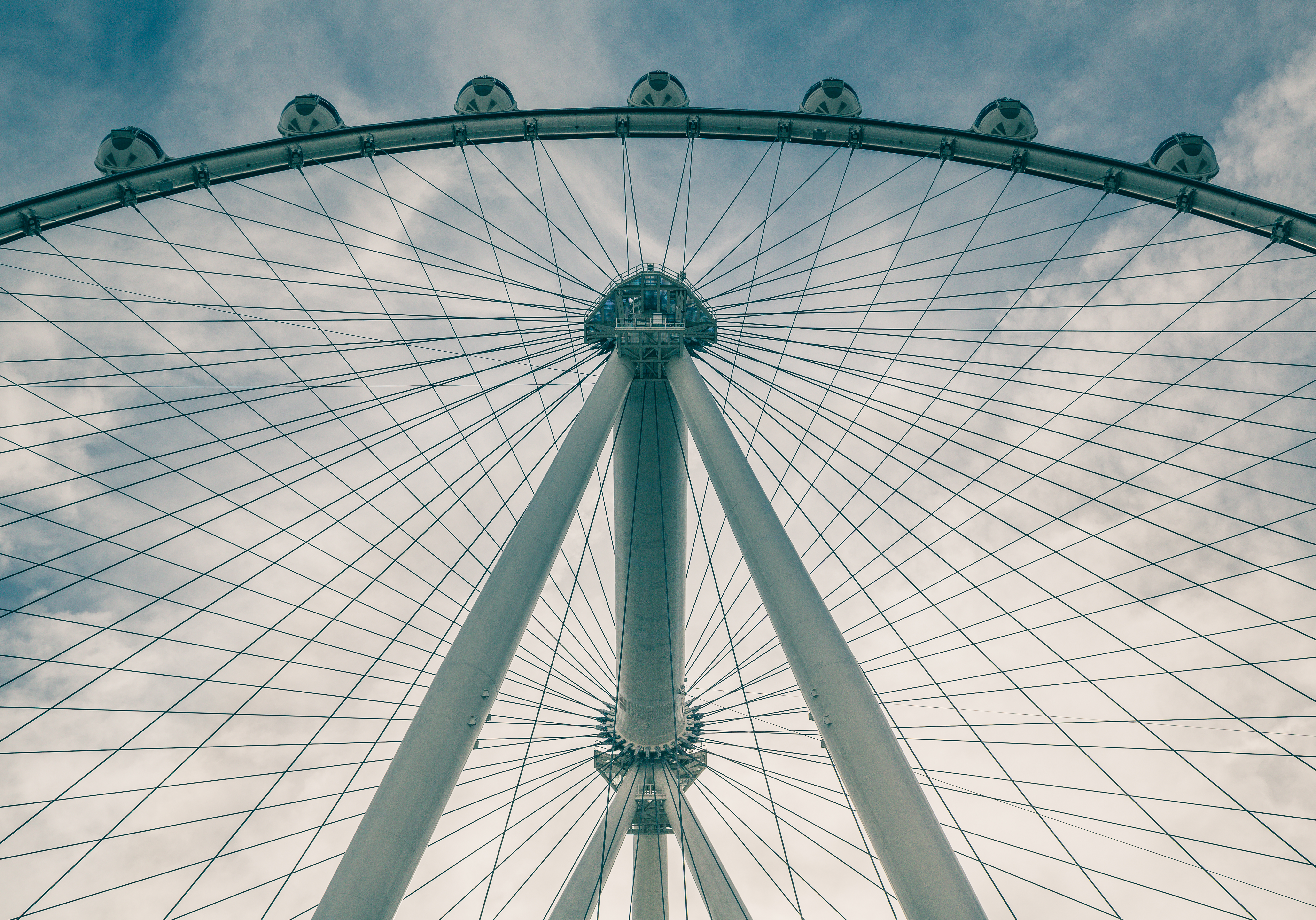